# 无斑圆腹蛛
无斑圆腹蛛（学名：Dipoena immaculata）为球蛛科圆腹蛛属的动物。在中国大陆，分布于湖北等地。该物种的模式产地在湖北宣恩。